# Música Gaúcha

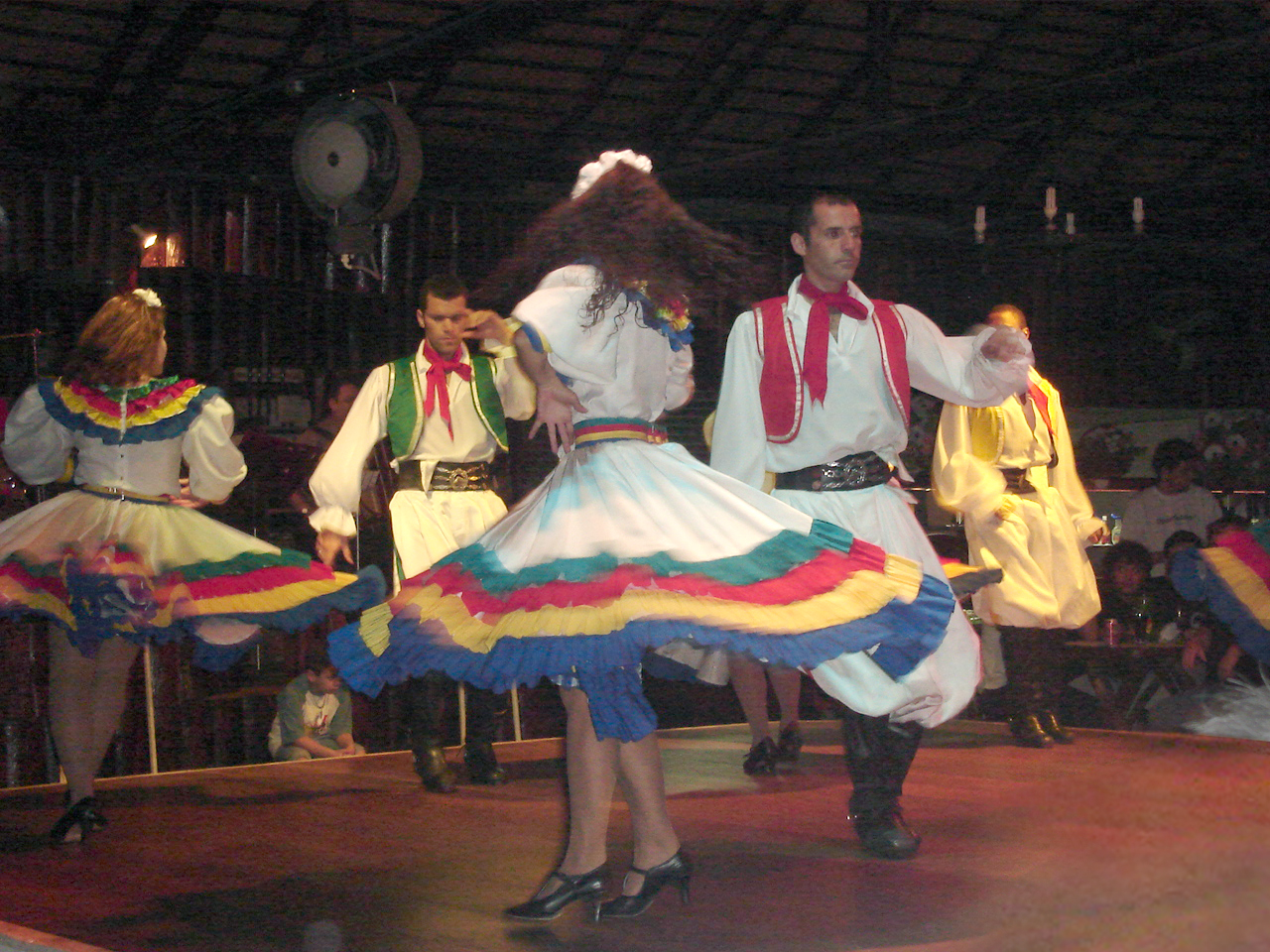
Gaúcho-Tanz in Porto Alegre.

Die Música Gaúcha ist ein Musikstil im Süden Brasiliens. Sie war ursprünglich die ländliche Musik der Bevölkerung des Bundesstaates Rio Grande do Sul ('Gaúchos'), ist aber inzwischen von der städtischen Mittelschicht angenommen worden. Die  Música Gaúcha blieb sehr auf den Bundesstaat Rio Grande do Sul beschränkt und fand nur wenig überregionale Verbreitung, wie dies etwa der Música Sertaneja gelang.
Das Hauptinstrument der Música Gaúcha ist das einfache Akkordeon gaita. Neben Einflüssen aus den Nachbarländern Argentinien, Uruguay und Paraguay gibt es auch solche der Indianer, deren Vorfahren in den Jesuitenreduktionen lebten.
Die bekanntesten Musiker der Música Gaúcha sind Renato Borghetti und Bebeto Alves, die auch versuchen, Anschluss an moderne Entwicklungen der Música popular brasileira zu gewinnen.
Andere Musiker versuchen, sie mit der „Música Sertaneja“ zu verbinden.